# José Antonio Cortina
José Antonio Cortina y Sotolongo (Máximo Gómez, 1853-La Habana, 1884) fue un escritor cubano.

## Biografía
Nació a comienzos de la década de 1850 en Guanajayabo, comenzó su educación en Cárdenas en 1860 y la continuó en La Habana en 1867. Más adelante marchó a cursar Leyes a la península ibérica, donde se licenció y doctoró, en 1873. Viajó entonces por Francia, Italia y Austria, para regresar en 1874 a Cuba, a La Habana. En 1877 fundó la Revista de Cuba. Aficionado a la poesía, colaboró con versos en el Recreo de las Damas (1876), con composiciones como «A Venecia», «A la muerte de mi hermana» y «A orillas de un lago». Fue autor también del canto épico Las ruinas del Coliseo. Cortina, a quien se atribuye un papel relevante en la introducción del darwinismo en Cuba, falleció el 14 de noviembre de 1884 en La Habana.